# グヴィダス・ギネイティス
グヴィダス・ギネイティス（Gvidas Gineitis, 2004年4月15日 - ）は、リトアニア・テルシェイ郡マジェイケイ出身のプロサッカー選手。セリエA・トリノFC所属。ポジションはMF。

## クラブ経歴
2016年にカウナスに本拠地を置くNFAカウナスのユースチームに入団。2018年に14歳でトップチームに昇格。以降は2部リーグにあたるIリーガでプレー。
2020年夏にイタリアにわたり、S.P.A.L.のプリマヴェーラに入所。翌2021年にU-19チームに昇格。2021-22シーズンはユースリーグにあたるカンピオナート・プリマヴェーラで8試合に出場していたところで、2022年1月31日にトリノFCが2024年までの契約でギネイティスを獲得したことを発表。同シーズンはそのままU-19リーグでプレー。翌2022-23シーズンは同ユースリーグで16試合4ゴールを記録していたところで、2023年1月にトップチームに昇格。2月10日のACミラン戦で先発で起用され、トップチームデビュー。前半戦のみで交代となり、試合も0-1で敗れた。
2023年3月2日、トリノFCと2026年までの契約延長に合意した。

## 代表経歴
2021年にU-17のリトアニア代表に招集され、以降は各ユース世代の代表の主軸に定着。2022年11月に開催されたバルティックカップにフル代表初招集。同月16日のアイスランド戦に、後半26分に交代で起用され、フル代表デビューを果たした。

## 人物
- 2023年1月、リトアニアサッカー連盟より2022年度の同国最優秀若手選手賞を表彰された[6]。